# Станфілд (Орегон)
Станфілд (англ. Stanfield) — місто (англ. city) в США, в окрузі Уматілла штату Орегон. Населення — 2144 особи (2020).

## Географія
Станфілд розташований за координатами 45°47′6″ пн. ш. 119°13′9″ зх. д. / 45.78500° пн. ш. 119.21917° зх. д. (45.784939, -119.219073).  За даними Бюро перепису населення США в 2010 році місто мало площу 3,97 км², уся площа — суходіл.

## Демографія
Згідно з переписом 2010 року, у місті мешкали 2043 особи в 682 домогосподарствах у складі 513 родин. Густота населення становила 514 особи/км².  Було 735 помешкань (185/км²).
Расовий склад населення:
| - 66,9 % — білих - 1,6 % — корінних американців - 0,1 % — чорних або афроамериканців - 0,1 % — азіатів - 27,2 % — осіб інших рас |

До двох чи більше рас належало 4,1 %. Частка іспаномовних становила 35,9 % від усіх жителів.
За віковим діапазоном населення розподілялося таким чином: 31,6 % — особи молодші 18 років, 60,1 % — особи у віці 18—64 років, 8,3 % — особи у віці 65 років та старші. Медіана віку мешканця становила 31,8 року. На 100 осіб жіночої статі у місті припадало 102,1 чоловіків;  на 100 жінок у віці від 18 років та старших — 105,0 чоловіків також старших 18 років.
Середній дохід на одне домашнє господарство  становив 53 669 доларів США (медіана — 51 016), а середній дохід на одну сім'ю — 55 651 долар (медіана — 51 484). Медіана доходів становила 40 230 доларів для чоловіків та 29 702 долари для жінок. За межею бідності перебувало 12,3 % осіб, у тому числі 17,7 % дітей у віці до 18 років та 8,6 % осіб у віці 65 років та старших.
Цивільне працевлаштоване населення становило 1036 осіб. Основні галузі зайнятості: роздрібна торгівля — 23,3 %, виробництво — 14,0 %, освіта, охорона здоров'я та соціальна допомога — 12,5 %, транспорт — 11,2 %.